# Манзій Сава Филимонович
Са́ва Филимо́нович Манзі́й (22 грудня 1913, Осіївка — 5 жовтня 2008) — доктор біологічних наук, професор Інституту зоології НАН України, почесний член кафедри анатомії сільськогосподарських тварин імені академіка В. Г. Касьяненка Національного аграрного університету.

## Біографія
Народився 22 грудня 1913 року в селі Осіївці (тепер Бершадського району Вінницької області) в родині селянина-бідняка. У 1925 році почав навчання в школі, а після закінчення сьомого класу поступив у зоотехнікум свинарства, що знаходився в селі Красносілці Джулинського району. У 1933 році закінчив технікум і, як відмінник, був залишений в цьому ж районі на посаді районного держінспектора по коню, відповідальним за підготовку і здачу найкращих коней Червоній армії. У 1934 році вступив до Київського ветеринарного інституту, який з відзнакою закінчив у 1938 році. Залишився працювати в ньому на кафедрі анатомії — старшим лаборантом, асистентом.
Восени 1939 року призваний в армію на строкову службу, яку проходив у 71-му кавалерійському полку в місті Кірсанові Тамбовської області. З початком німецько-радянської війни полк був розформований, а ветлікарів-кавалеристів розіслали по різних частинах. Сава Манзій потрапив в 607 гаубично-артилерійский полк 120-ї стрілецької дивізії на фельдшерську посаду начальника передового ветеринарного пункту першого артдивізіону. В 1942 році отримав перше офіцерське звання: гвардії-капітана ветеринарної служби і був переведений на посаду молодшого ветлікаря. З 1943 року — старший ветлікар. Далі проходив службу на посаді начальника лікувального відділу дивізійного лазарету, начальника лікувального відділення 311 фронтового ветлазарету 1-го Українського фронту. По закінченню війни у званні майора ветеринарної служби служив у Австрії.
Після демобілізації в 1947 році став аспірантом порівняльного морфолога В. Г. Касьяненка на кафедрі анатомії Київського ветеринарного інституту. Потім перейшов в Інститут зоології АН УРСР, де захистив кандидатську дисертацію на тему «Порівняльна, функціональна і еволюційна морфологія автоподія (кисті) ссавців» і докторську дисертацію на тему «Порівняльна, функціональна і еволюційна морфологія зап'ястного суглоба ссавців». З 1963 року керував відділом еволюційної морфології хребетних; очолював секцію зоологічної біомеханіки. За сумісництвом у 1957–1958 роках працював на ветеринарному факультеті Української сільськогосподарської академії. У 1970–1980 роках вів заняття на кафедрі зоології Київського університету.

Могила Сави Манзія

Помер 5 жовтня 2008 року. Похований в Києві на Байковому кладовищі.

## Наукова і громадська діяльність
Автор понад 220 наукових праць (з яких чотири монографії) в галузі порівняльної, функціональної і еволюційної морфології хребетних. Під його керівництвом підготовлено і успішно захищено 15 кандидатських та 4 докторських дисертацій.
Брав активну участь в громадському і науковому житті. Починаючи з V Всесоюзного з'їзду анатомів, гістологів і ембріологів, що про ходив у 1948 році в Ленінграді. Виступав з доповідями і очолював секції зоологічної біомеханіки на всіх всесоюзних конференціях по біомеханіці. Одну з таких конференцій організував і провів у Києві в 1979 році. В той час, коли періодично проводилися «Дні науки» то в Закарпатті, то в Кіровоградській, то в Полтавській областях Сава Филимонович завжди був в складі бригад вчених АН України, що проводили цю роботу, а в двох останніх був головою секції біологів.
Був активним членом українського Товариства «Знання», часто виступав з науково-популярними лекціями на різних зібраннях по радіо і на телебаченні. Також не пропускав жодної можливості брати участь в конференціях по морфології, що проводились зарубежем. Брав участь в роботі конференцій в Італії, Швеції, Болгарії, Німеччині, Польщі, Югославії, Угорщині, Румунії. Працював заступником відповідального редактора журналу «Вестник зоологии» і був єдиним морфологом від СРСР в редколегії міжнародного журналу «Zoologische Jahrbucher», що видається в Німеччині (Лейпциг).

## Відзнаки
Нагороджений:
- орденами Червоної Зірки (1944), «Знак Пошани» (1976), Вітчизняної війни II ступеня, (1985);
- медалями «За бойові заслуги» (1942), «За перемогу над Німеччиною» (1945), «50 років збройних сил СРСР» (1969), «За доблесну працю» (1970), «30 років визволення Рівного» (1974), «60 років збройних сил СРСР» (1978), «40 років перемоги під Москвою» (1981), «Ветеран праці» (1984), «40 років зустрічі на Ельбі» (1986), «1500 років Києва» (1989), «50 років визволення Києва» (1994), «50 років перемоги у Великій вітчизняній війні» (1995), «80 років збройних сил СРСР» (1997), «Маршал Жуков» (1998), «За оборону Москви» (1999).

Удостоєний «Почесної грамоти президії Верховної ради УРСР» (1982), а кож багатьох нагрудних знаків «Переможець соцзмагання» (1978), «Ветеран 6-ї гвардійської стрілецької дивізії», «Ветеран 13-ї армії».
Рішенням кафедри анатомії протокол № 3 від 21 грудня 1998 року Саві Манзію за багаторічну допомогу у підготовці ветеринарних лікарів та науковців кафедри і з нагоди 85-річчя з дня народження присвоєне звання «Почесний член кафедри анатомії сільськогосподарських тварин імені академіка В. Г. Касьяненка Національного аграрного університету». 28 грудня 1998 року на засіданні вченої ради Інституту зоології НАН України завідувач кафедри анатомії професор Рудик С. К. вручив Саві Филимоновичу нагрудний знак та диплом «Почесного члена кафедри анатомії імені академіка B. I. Касьяненка Національного аграрного університету» № 001.